# Bayern-Dusel
Der Bayern-Dusel (von Dusel, d. h. unverdientes Glück) ist ein in Deutschland verbreiteter Fußballmythos. Er bezieht sich auf den FC Bayern München, den erfolgreichsten Verein der deutschen Fußball-Bundesliga, und besagt, dass die Mannschaft in knappen Spielen häufig als die Dusel-Bayern besonderes Glück habe. Der Begriff entstand in den für den Verein besonders erfolgreichen 1970er-Jahren, wird von Fans und Vereinen der Konkurrenten als Schlagwort verwendet und ist in der heutigen medialen Fußball-Berichterstattung weit verbreitet. Als geflügeltes Wort wird Bayern-Dusel auch in Bezug auf andere Vereine angewandt.

## Verwendung in den Medien
In deutschsprachigen Medien wird spätestens seit 2001 vom Bayern-Dusel gesprochen. Ihm werden regelmäßig Attribute wie „typisch“, „sprichwörtlich“, „berühmt“, „legendär“, „gefürchtet“, „unglaublich“, „ungeheuerlich“, „lauernd“ und „ewig“ zugewiesen, sowie von der „Macht des Mythos“ gesprochen. Dabei werden nicht nur Spiele, die die Bayern zu ihren Gunsten entscheiden, sondern auch vermeintliches Glück bei Auslosungen zu Pokalwettbewerben mit dem Bayern-Dusel erklärt. Auch in den Schweizer Medien wurde nach einem knappen Schlussminutensieg der Münchner über den FC Basel der Bayern-Dusel diagnostiziert. In einem 2011 erschienenen Neujahrsartikel in der österreichischen Zeitung Die Presse äußerte der Autor die Hoffnung, mit dem neuen Nationalmannschaftstrainer Marcel Koller habe die österreichische Nationalmannschaft nun jemanden, „der diesen unerträglichen Bayern-Dusel, den auch das DFB-Team hat, stoppen“ könne.

## Theoretische Betrachtung
Viele wissenschaftliche Studien und statistische Experten haben sich mit dem Thema auseinandergesetzt. Zum Beispiel Christian Hesse, der Mathematik und Statistik an der Universität Stuttgart lehrt, oder der Volkswirtschaftsprofessor Eberhard Feess, sowie das mit Sportdaten handelnde Unternehmen Opta Sports. Ihre Erhebungen belegen, dass der Bayern-Dusel bei Schiedsrichterentscheidungen eine statistisch bewiesene Entsprechung in einer deutlichen Bevorteilung des FC Bayern München findet.
Es wird auch die These vertreten, dass der Bayern-Dusel auf einer Bevorteilung der Bayern durch den Deutschen Fußball-Bund (DFB) im Allgemeinen und durch Schiedsrichter im Speziellen beruhe. In diesem Zusammenhang ist auch von einem Bayern-Bonus die Rede. Vermutet wird, dass sich der DFB aufgrund des großen Einflusses des finanzkräftigen und meinungsstarken FC Bayern München teilweise nicht traue, harte Entscheidungen gegen den Verein zu treffen, was dann auch bei einzelnen Funktionären dieses Verbandes – wie etwa den jeweiligen Schiedsrichtergespannen – zu vorauseilendem Gehorsam bei der Bewertung konkreter Spielsituationen führe. Dass ein Bayern-Bonus tatsächlich existiert, wurde wissenschaftlich belegt. Andererseits ergibt sich aus den Berechnungen des Portals wahretabelle.de, dass historisch der FC Bayern durch fehlerhafte Schiedsrichterentscheidungen in einigen Spielzeiten Punkte und Tore verloren hat.
In der Fachpublikation „Management für die Champions League: Was wir vom Profifußball lernen können“ wird der Bayern-Dusel als direkte Folge des Selbstvertrauens beschrieben, das den Spielern beim FC Bayern „eingeimpft“ werde. Eine ähnliche Auffassung vertritt der Managementberater und Sportphilosoph Reinhard K. Sprenger. Auf die Frage, wie der „seit Jahrzehnten andauernde Bayern-Dusel“ zu Stande komme, antwortete Sprenger in einem Zeitungsinterview: „Ungefähr ab der 85. Minute greift die enorme Erfolgszuversicht der Bayern-Spieler. Und in gleichem Maße schrumpft sie bei den Gegenspielern. Der FC Bayern schafft es, diesen Mythos der Erfolgszuversicht immer wieder neu zu impulsieren.“
Der Sportpsychologe und ehemalige Profifußballer Philipp Laux führte in einem Interview aus, spielentscheidend sei „kein Dusel, sondern der Glaube, jedes Spiel zu jedem Zeitpunkt noch gewinnen zu können. Diese Überzeugung, die hier [beim FC Bayern] sehr ausgeprägt ist, hat aber auch wieder etwas mit der Erwartungshaltung zu tun und mit den Zielen, die sich der Verein steckt, und mit denen sich die Spieler identifizieren.“

## Beurteilung durch den FC Bayern
Spieler und Verantwortliche des FC Bayern reagieren unterschiedlich auf die Erwähnung des Bayern-Dusels. Der langjährige Kapitän und Torwart des FC Bayern, Oliver Kahn, äußerte nach einem Sieg in den letzten Spielminuten über Hannover 96, der für eine Vorentscheidung im Titelkampf 2004/2005 sorgte: „Aus der Tradition des FC Bayern heraus haben wir gute Nerven. Es gibt kein Glück, man muss es erzwingen.“ Bastian Schweinsteiger kommentierte nach einem knappen Sieg über den Hamburger SV im Februar 2004 selbstironisch: „Der Bayern-Dusel ist wieder da!“ Auch Felix Magath erklärte während seiner Zeit als Bayerncoach nach einer nur knapp entschiedenen Partie: „Wenn man in der 90. Minute noch ein Tor schießt, ist das eben der berühmte Bayern-Dusel.“ Mitglieder des FC Bayern reagieren jedoch mitunter auch dünnhäutig darauf. Uli Hoeneß, der im Jahr 2008 von einem Reporter des vereinseigenen „FCB TV“ gefragt wurde, ob ein knapper 1:0-Sieg gegen den Karlsruher SC auf den Bayern-Dusel zurückzuführen sei, reagierte mit den Worten: „Sie müssen sich einen anderen Job suchen.“

## Fergie Time
Als das britische Äquivalent des Bayern-Dusels gilt die sogenannte Fergie Time.